# Dolichoderus sculpturatus
Dolichoderus sculpturatus é uma espécie de formiga do gênero Dolichoderus.